# 姜嫄
姜嫄（?—?），中国上古人物，有邰氏，后稷的母亲。根据《史记·五帝本纪》记载，姜嫄是帝喾高辛氏的正妃（次妃是简狄，第三妃是慶都，四妃是常宜）。传说她是踩到上帝的脚印後，怀孕生下后稷。后稷是帝喾之子，周朝的父系祖先。《诗经·大雅·生民》的开端说：“厥初生民，时维姜嫄。生民如何，克禋克祀，以弗无子。履帝武敏歆，攸介攸止，载震载夙，载生载育，时维后稷。”《诗经·鲁颂·閟宫》说：“赫赫姜嫄，其德不回，上帝是依。”其死後葬在陝西武功姜嫄墓(俗稱娘娘墳)。

## 标注
1. ↑  西汉·劉向《列女傳·母儀·棄母姜嫄》：姜嫄以為異，乃收以歸。因命曰棄。姜嫄之性，清靜專一，好種稼穡。及棄長，而教之種樹桑麻。棄之性明而仁，能育其教，卒致其名。堯使棄居稷官，更國邰地，遂封棄於邰，號曰后稷。及堯崩，舜即位，乃命之曰：「棄！黎民阻飢，汝居稷，播時百穀。」其後世世居稷，至周文武而興為天子。君子謂姜嫄靜而有化。《詩》云：「赫赫姜嫄，其德不回，上帝是依。」又曰：「思文后稷，克配彼天，立我烝民。」此之謂也。